# Busturialdeko Hitza
Busturialdeko Hitza (en castellano vendría a significar La Palabra de Busturialdea) es una publicación periódica en euskera. Fue fundada el 15 de diciembre de 2005 y su ámbito territorial es la comarca vizcaína de Busturialdea, de ahí su nombre. Su frecuencia de publicación es quincenal.
Esta publicación apareció como una iniciativa privada para proporcionar noticias en euskera a las veinte poblaciones de la comarca (Ajánguiz, Arrazua, Bermeo, Busturia, Cortézubi, Ea, Elanchove, Ereño, Errigoiti, Forua, Gautéguiz de Arteaga, Guernica y Luno, Ibarranguelua, Mendata, Morga, Múgica, Mundaca, Murueta, Nabarniz y Pedernales). En el momento de su aparición ya había otras publicaciones comarcales o locales en vasco, como Tolosaldeko Hitza, Oarsoaldeko Hitza, Lea-Artibaialdeko Hitza, Urola Kostako Hitza, Goierriko Hitza e Irutxuloko Hitza.

Comarca de Busturialdea, territorio de distribución de Busturialdeko Hitza.

Inicialmente se publicó de martes a domingo, pero las necesidades económicas hicieron que desde febrero de 2007 apareciera solo de martes a sábado. Los problemas financieros se debían en parte en que al ser una empresa privada, algunos ayuntamientos de su ámbito de actuación no la subvencionaban.